# Diocesi di Castello Jabar
La diocesi di Castello Jabar (in latino: Dioecesis Castelliiabarensis) è una sede soppressa e sede titolare della Chiesa cattolica.

## Storia
Castello Jabar, nell'odierna Algeria, è un'antica sede episcopale della provincia romana della Mauritania Cesariense.
Unico vescovo conosciuto di questa diocesi africana è Mattasio, il cui nome appare al 65º posto nella lista dei vescovi della Mauritania Cesariense convocati a Cartagine dal re vandalo Unerico nel 484; Mattasio, come tutti gli altri vescovi cattolici africani, fu condannato all'esilio.
Dal 1933 Castello Jabar è annoverata tra le sedi vescovili titolari della Chiesa cattolica; dal 13 maggio 1983 il vescovo titolare è João Miranda Teixeira, già vescovo ausiliare di Porto.

## Cronotassi

### Vescovi residenti
- Mattasio † (menzionato nel 484)

### Vescovi titolari
- Honorato Piazera, S.C.I. † (12 febbraio 1966 - 17 novembre 1973 succeduto vescovo di Lages)
- João Miranda Teixeira, dal 13 maggio 1983